# Djeyran Hachimova
 (décembre 2022).
Djeyran Hachimova (en azéri : Ceyran Əsəd qızı Haşımova ; née le 8 mars 1934 à Bakou) est une joueuse de târ, Artiste du peuple d'Azerbaïdjan (2006).

## Biographie
En 1952-1956 Djeyran Hachimova étudie à l'École nationale de musique Asaf Zeynalli. En 1958, elle commence à enseigner à l'École nationale de musique et joue comme thar solo du groupe de saz dans l'orchestre folklorique du nom de Said Rustamov. Le 8 mars 1964, elle crée un ensemble de filles (Lale) composé d'instruments de musique folkloriques." Sous la direction de Djeyran Hachimova, l'ensemble de filles Lale fait une tournée dans divers pays du l'Union soviétique et l'Azerbaïdjan, avec des centaines de concerts. Dans l'ensemble Lale, des chanteuses populaires commencent leur carrière et deviennent connues.Les artistes éminents azéris figurent parmi ses étudiants .

## Distinctions
- 1985 - Médaille Vétéran du travail
- 1987 - Titre honorifique Artiste honoré
- 2003- Boursier présidentiel
- 2004 - Insigne Honorairedélivré par le Ministère de la Culture et du Tourisme
- 2006 - Titre honorifique Artiste du peuple